# Droga krajowa SS10 (Włochy)
Droga krajowa SS10 (wł. Strada Statale 10 Padana Inferiore) – droga krajowa, biegnąca przez północno-zachodnie Włochy. Arteria zaczyna się w Turynie i biegnie przez górzyste rejony środkowego Piemontu do Alessandrii. Następnie prowadzi do Piacenzy, gdzie krzyżuje się z włoską Autostradą Słońca. Następnie prowadzi do Cremony. Tutaj przekracza Pad i biegnie w kierunku zachodnim przez Mantovę do Monselice. Na odcinku Turyn - Cremona droga SS10 jest bezpłatną alternatywą dla Autostrady A21. Trasa praktycznie na całej długości jest drogą jedno-jezdniową i nie posiada rozwiązań bezkolizyjnych.